# جائزة المكسيك الكبرى 1968
جائزة المكسيك الكبرى 1968 هو سباق فورمولا 1 أقيم بتاريخ 3 نوفمبر 1968 في مدينة مكسيكو، المكسيك. كان الثاني عشر من أصل 12 في بطولة العالم لسباقات الفورمولا واحد موسم 1968. حلّ البريطاني غراهام هيل أولا بينما جاء النيوزلندي بروس ماكلارين في المركز الثاني وحصل على المركز الثالث البريطاني جاكي أوليفر.